# Programa de Pesquisa em Biodiversidade
O Programa de Pesquisa em Biodiversidade (PPBio) foi desenvolvido em 2004 pelo Ministério da Ciência, Tecnologia e Inovação (MCTI), nas regiões da Amazônia e do Semiárido, porém com o intuito de abranger outros biomas no Brasil. Hoje, o programa apresenta núcleos na Amazônia pelo Instituto Nacional de Pesquisas da Amazônia (INPA), no Semiárido, sob tutela da Universidade Estadual de Feira de Santana (UEFS), na Mata Atlântica, sob responsabilidade da Universidade Federal do Rio de Janeiro (UFRJ) e Jardim Botânico do Rio de Janeiro (JBRJ), no Cerrado pela Universidade de Brasília (UnB) e nos Campos Sulinos de gestão da Universidade Federal do Rio Grande do Sul (UFRGS).
O PPBio desenvolve ações sobre coleções biológicas, levantamentos padronizados da biodiversidade, criação de sítios de pesquisa ecológica, laboratórios de genética e de bioprospecção e desenvolvimento de técnicas de avaliação de impactos ambientais. O programa utiliza como padronização de dados coletados o sistema RAPELD de monitoramento que permite amostrar as comunidades biológicas em grandes áreas amostrais e ao mesmo tempo minimizar a variação nos fatores abióticos que afetam tais comunidades.
O Programa é parceiro do Centro de Estudos Integrados da Biodiversidade Amazônica (CENBAM), e juntos lançaram um livro de relevante interesse para o meio científico, cujo nome dessa obra é “Biodiversidade e Monitoramento Ambiental Integrado”, onde é relatado a experiência de mais de uma década na implementação do sistema de monitoramento RAPELD na Amazônia brasileira.
Portanto, o projeto tem como ideia central a articulação da capacidade regional e nacional para que o conhecimento da biodiversidade brasileira seja ampliado e propagado de forma delineada e coordenada.